# Cantuaria
Cantuaria är ett släkte av spindlar. Cantuaria ingår i familjen Idiopidae.

## Dottertaxa tillCantuaria, i alfabetisk ordning[1]
- Cantuaria abdita
- Cantuaria allani
- Cantuaria aperta
- Cantuaria apica
- Cantuaria assimilis
- Cantuaria borealis
- Cantuaria catlinensis
- Cantuaria cognatus
- Cantuaria collensis
- Cantuaria delli
- Cantuaria dendyi
- Cantuaria depressa
- Cantuaria dunedinensis
- Cantuaria gilliesi
- Cantuaria grandis
- Cantuaria huttoni
- Cantuaria insulana
- Cantuaria isolata
- Cantuaria johnsi
- Cantuaria kakahuensis
- Cantuaria kakanuiensis
- Cantuaria lomasi
- Cantuaria magna
- Cantuaria marplesi
- Cantuaria maxima
- Cantuaria medialis
- Cantuaria minor
- Cantuaria myersi
- Cantuaria napua
- Cantuaria orepukiensis
- Cantuaria parrotti
- Cantuaria pilama
- Cantuaria prina
- Cantuaria reducta
- Cantuaria secunda
- Cantuaria sinclairi
- Cantuaria stephenensis
- Cantuaria stewarti
- Cantuaria sylvatica
- Cantuaria toddae
- Cantuaria wanganuiensis
- Cantuaria vellosa